# Mauricio Urrea Carrillo
Mauricio Urrea Carrillo (* 6. Juli 1969 in der Nogales, Sonora) ist ein mexikanischer Geistlicher und römisch-katholischer Bischof von Parral.

## Leben
Mauricio Urrea Carrillo studierte Philosophie und Theologie am Priesterseminar in Hermosillo. Am 5. Februar 2004 empfing er in Nogales das Sakrament der Priesterweihe für das Erzbistum Hermosillo.
Nach weiteren Studien an der Universidad Pontificia de México wurde er in Philosophie promoviert. Er lehrte als Professor am Priesterseminar in Hermosillo und gab dessen Zeitschrift Philochristus heraus. Mit der Errichtung des Bistums Nogales am 19. März 2015 wurde er in dessen Klerus inkardiniert. Im Bistum Nogales war er Kanzler der Diözesankurie und Pfarrer in seiner Geburtsstadt.
Am 21. November 2020 ernannte ihn Papst Franziskus zum Bischof von Parral. Der Erzbischof von Chihuahua, Constancio Miranda Weckmann, spendete ihm am 19. März des folgenden Jahres die Bischofsweihe. Mitkonsekratoren waren der Apostolische Nuntius in Mexiko, Erzbischof Franco Coppola, und der Bischof von Nogales, José Leopoldo González González.